# James Ellroy

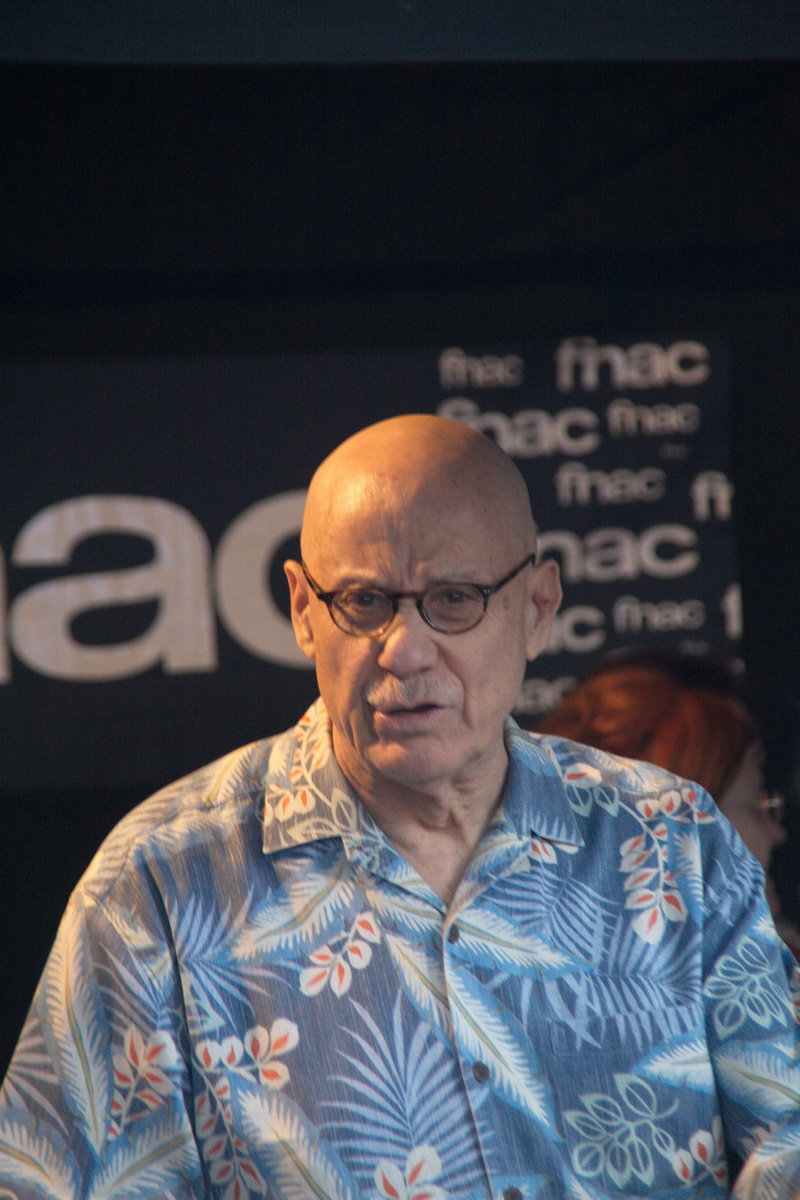
James Ellroy, 2015

James Ellroy, właśc. Lee Earle Ellroy (ur. 4 marca 1948 w Los Angeles) – amerykański pisarz.

## Życiorys
Gdy miał dziesięć lat, została zamordowana jego matka, a sprawców nie wykryto. Odtąd zaczął interesować się pracą policji w Los Angeles. Jako młody człowiek nadużywał alkoholu, spędził nawet pewien czas w więzieniu. Wydźwignął się z nałogu dzięki pracy nosiciela kijów golfowych i poważniejszemu zajęciu się pisaniem. Pierwsza jego powieść ukazała się w 1981. W 1995 przeprowadził się z Los Angeles do Kansas City.
Autor powieści kryminalnych, które stały się światowymi bestsellerami. Znany z telegraficznego stylu pisania (omija zbędne słowa), zagmatwanej akcji i pesymistycznej wizji świata. Według jego powieści nakręcono już sześć filmów fabularnych, a najbardziej znane to Tajemnice Los Angeles (L.A. Confidential, 1997) i Czarna Dalia (The Black Dahlia, 2006). W planach są ekranizacje trzech kolejnych powieści.

## Twórczość

### Powieści
- 1981 Brown's Requiem – wyd. pol. Requiem dla Browna, C&T, 2007
- 1982 Clandestine – wyd. pol. Tajna sprawa, C&T, 2003
- 1986 Killer on the Road – wyd. pol. Śmierć w podróży, C&T, 2009

### Trylogia Lloyda Hopkinsa
- 1984 Blood on the Moon – wyd. pol. Noce krwi, C&T, 2006
- 1984 Because the Night – wyd. pol. Mroczny powód, C&T, 2007
- 1985 Suicide Hill – wyd. pol. Wzgórze Samobójców, C&T, 2008

### Kwartet L.A.
- 1987 The Black Dahlia – wyd. pol. Czarna Dahlia, C&T, 1998 (we wznowieniach: Czarna Dalia)
- 1988 The Big Nowhere – wyd. pol. Wielkie nic, C&T, 2003
- 1990 L.A. Confidential – wyd. pol. Tajemnice Los Angeles, C&T, 1998 i Sonia Draga 2015
- 1992 White Jazz – wyd. pol. Biała gorączka, C&T, 2004

### Trylogia „Underworld USA”
- 1995 American Tabloid – wyd. pol. Amerykański spisek, C&T, 2001
- 2001 The Cold Six Thousand – wyd. pol. Sześć tysięcy gotówką, C&T, 2006
- 2009 Blood’s a Rover – wyd. pol. Krew to włóczęga, Sonia Draga, 2011

### Drugi kwartet L.A.
- 2014 Perfidia – wyd. pol. Perfidia, Sonia Draga, 2015
- 2019 This Storm - wyd. pol. Burza, Sonia Draga, 2020

### Opowiadania i eseje
- 1994 Dick Contino's Blues
- 1994 Hollywood Nocturnes
- 1999 Crime Wave
- 2004 Destination: Morgue!
- 2012 Shakedown
- 2015 LAPD '53

### Autobiografie
- 1996 My Dark Places – wyd. pol. Cienie mojego życia • Pamiętnik zbrodni Los Angeles, Sonia Draga, 2019
- 2010 The Hilliker Curse: My Pursuit of Women